# Hermann von Regemann
Hermann Karl Friedrich Heinrich von Regemann (* 13. Dezember 1794 in Bayreuth; † 24. November 1868 in Neuenschmidten im Main-Kinzig-Kreis) war ein Königlich-Bayerischer Oberstleutnant und Mitglied der kurhessischen Ständeversammlung.

## Leben
Hermann von Regemann war ein Sohn des Klaus Walther von Regemann und dessen Ehefrau Clara Theodora Otter.
Er kam in die Bayerische Armee und schied 1922 auf eigenen Wunsch aus dem 14. Linien-Infanterie-Regiment aus.
Später war er Districts-Inspektor in Bayreuth, Hauptmann á la suite und Oberstleutnant der Landwehr.
Er war Gutsbesitzer in Neuenschmidten und erhielt 1833 ein Mandat für den kurhessischen Landtag (2. und 3. Wahlperiode).
Die Wahl wurde beanstandet, weil er zu der Zeit noch kein kurhessischer Untertan war.
Am 8. Mai 1834 wurde er in die bayerische Adelsklasse eingetragen.

## Familie
Er war verheiratet mit Emilie Rühle von Lilienstern. Ihre Tochter Emma Louise Wilhelmine (1831–1906) war mit Melchior Stenglein verheiratet. Sohn Julius (!833–1889) war Oberstleutnant, die Tochter Caroline Sophie (* 1836) heiratete Adolf von Riese-Stallburg.